# Гапінін-Кольонія
Гапінін-Кольонія (пол. Gapinin-Kolonia) — село в Польщі, у гміні Посвентне Опочинського повіту Лодзинського воєводства.
Населення — 81 особа (2011).
У 1975-1998 роках село належало до Пйотрковського воєводства.

## Демографія
Демографічна структура станом на 31 березня 2011 року:
|          | Загалом | Допрацездатний вік | Працездатний вік | Постпрацездатний вік |
| -------- | ------- | ------------------ | ---------------- | -------------------- |
| Чоловіки | 42      | 4                  | 30               | 8                    |
| Жінки    | 39      | 6                  | 15               | 18                   |
| Разом    | 81      | 10                 | 45               | 26                   |